# Phytocoris chihuahuanae
Phytocoris chihuahuanae är en insektsart som beskrevs av Stonedahl 1988. Phytocoris chihuahuanae ingår i släktet Phytocoris och familjen ängsskinnbaggar. Inga underarter finns listade i Catalogue of Life.